# Alain Dubos
Pour les articles homonymes, voir Dubos.
Alain Dubos, né en Tunisie en 1943, est un médecin et écrivain français. 
Pédiatre en région parisienne, il fut vice-président de l'organisation Médecins sans frontières, de 1981 à 1987. À ce titre il initia un certain nombre de missions en zones de guerre : Cambodge, Liban, Afghanistan, Kurdistan iranien, Salvador, Guinée. 
Ses romans sont inspirés par l'histoire de la Grande-Lande ou de la Nouvelle-France. 

## Biographie
Issu d'une famille originaire des Landes, Alain Dubos se partage entre ses deux passions : la pédiatrie et l'écriture.
Son premier ouvrage, La Rizière des Barbares (Julliard, 1980) retrace l'odyssée des Cambodgiens chassés de chez eux par les Khmers rouges. Suivent dans les années 1980, des romans sur l'Algérie (L'embuscade), l'Afghanistan (Tu franchiras la frontière), ainsi que sur le monde médical (La fin des mandarins).
Alain Dubos, cocréateur de la première chaîne de télévision thématique, Canal Santé, en 1989, a publié chez Le Timée deux albums de voyage : Vietnam, Impressions et Cambodge, Impressions. Des textes accompagnent ici les photographies de Louis Monier et de François Poche.
Son œuvre littéraire s'est étoffée d'une série de romans sur sa Gascogne d'origine. À ce titre, il a reçu le Prix Mémoire d'Oc pour son roman Les Seigneurs de la Haute-Lande, en 1996. Dans le même temps, Alain Dubos s'est intéressé, sur le mode romanesque, à ce que fut la Nouvelle-France : Canada, Louisiane, Acadie. Plusieurs ouvrages retracent cette partie importante de notre histoire. En 2012, l'ouvrage Les Tribus du Roi a reçu le prix Historia du roman historique. En 2016, L'épopée américaine de la France, synthèse en forme de balade au fil du temps, est le dernier épisode en date de cette série.
Alain Dubos est également auteur dramatique : Et l'Acadie, Majesté ? est une pièce de théâtre dont le sujet est justement la perte du Canada par la France, sous le règne de Louis XV. Cette pièce est régulièrement jouée tant en France qu'outre-Atlantique.
Sur le plan civil, Alain Dubos est membre de plusieurs associations : Accueil de l'enfant réfugié, Les Amitiés acadiennes, Défense de la Langue Française. Citoyen d'honneur de Saint-Martinville (Louisiane) ; il est un fervent défenseur de la loi de 1905.   

## Œuvres
- La Rizière des Barbares, Julliard, 1980
- Les Seigneurs de la Haute-Lande, Presses de la Cité (Prix Mémoire d'Oc 1996)
- La Palombe noire, Presses de la Cité
- La Sève et la Cendre, Presses de la Cité, 1999
- Le Secret du docteur Lescat, Presses de la Cité, 2000
- Constance et la Ville d'Hiver, Presses de la Cité
- La Mémoire du vent, Calmann-Lévy, 2010 ; éditions V.B.D., 2011 (gros caractères)
- Landes de terre et d'eaux, Éditions Passiflore, 2011
- La Corne de Dieu, 2012
- Acadie, Terre promise, Presses de la Cité
- Retour en Acadie, Presses de la Cité, 2004
- La plantation de Bois-Joli, Presses de la Cité, 2005
- La Baie des Maudits, Presses de la Cité
- Rouges Rivières, Le Timée
- Les Amants du Saint-Laurent
- Les Tribus du roi, Presses de la Cité (Prix Historia du roman historique, 2012)[2].
- Et l'Acadie, Majesté ? (Pièce, 2013)
- La Ferme de Bonne-Espérance, Calmann-Lévy, 2014
- Le Dernier Combat du docteur Cassagne, Calmann-Lévy, 2016
- L'Épopée américaine de la France 2016